# Sting Ray (torpille)
La Sting Ray est une torpille légère à tête chercheuse acoustique britannique (LWT) fabriquée par GEC-Marconi, qui a ensuite été rachetée par BAE Systems. Elle est entrée en service en 1983.

## Développement
Dans les années 1950, la Royal Navy était équipée de torpilles larguées Mark 30 conçues et construites par les Britanniques. Il s’agissait d’armes à tête chercheuse passive qui reposaient sur la détection du bruit des cibles sous-marines. Cependant, à mesure que les niveaux de bruit des sous-marins diminuaient, ces armes sont devenues inefficaces. La conception d’une torpille britannique Mk 31 qui aurait utilisé un sonar actif d’écholocalisation n’a pas reçu l’approbation du gouvernement britannique pour la production. Des torpilles Mark 43 américaines ont été achetées par la Royal Navy dans les années 1960 pour remplir ce rôle, et elles ont plus tard été remplacées par des torpilles Mark 46.
Le souci de ne pas dépendre des achats de torpilles américaines a conduit à partir de 1964 à un programme de recherche pour développer une torpille britannique. Initialement désignée Naval and Air Staff Requirement (NASR) 7511, elle a été (beaucoup plus tard, à la fin des années 1970) désignée torpille Sting Ray.

## Conception
Des études de conception menées au milieu des années 1960 ont proposé qu’un réservoir d’oxyde de polyéthylène soit transporté derrière l’ogive. Ce polymère serait exsudé au niveau du nez pour réduire le coefficient de traînée. Des expériences utilisant des torpilles propulsées par flottabilité en 1969 avaient montré des réductions du coefficient de traînée allant jusqu’à 25 %. Cependant, en 1969, ce projet avait été rejeté en faveur d'une batterie plus grande.
Le système de guidage développé au milieu des années 1960 incorporait un disque magnétique rotatif sur lequel les algorithmes de corrélation acoustique étaient gravés, mais celui-ci a été remplacé par la technologie des circuits intégrés car le disque ne survivait parfois pas à l’impact de l’arme avec la mer lors de lancements à haute altitude.
Le concept original de l’ogive était une simple charge à effet de souffle omnidirectionnel. Cependant, des études menées dans les années 1970 ont montré que cela serait insuffisant contre les grands sous-marins à double coque qui entraient alors en service. Une ogive à énergie dirigée (charge creuse) a été utilisée dans le modèle de production.
En 1976, les plans ont dû être entièrement révisés. L’échange du projet contre l’achat d’une torpille américaine prête à l’emploi n’a pas été envisagé car la torpille était censée être meilleure et était entièrement britannique.

## Production
La torpille a été construite dans les usines MSDS (plus tard MUSL) de Neston, dans le Cheshire, et de MUSL à Farlington et Waterlooville près de Portsmouth. Les systèmes de guidage ont été fabriqués par Sperry Gyroscope Company.

## Déploiement
La version initiale (Sting Ray Mod 0) est officiellement documentée comme étant entrée en service en 1983, bien que le livre de Mark Higgitt Through Fire and Water (2013), qui raconte l’histoire du HMS Ardent pendant la guerre des Malouines, indique que des torpilles Sting Ray opérationnelles ont été transférées en grand secret sur le navire immédiatement avant sa date de départ, le 19 avril 1982 (pp. 56, 61). Elle est propulsée par un hydrojet entraîné par un moteur électrique. L’alimentation est fournie par une batterie à eau de mer au magnésium/chlorure d'argent. Le mode de propulsion combine une vitesse élevée, une plongée profonde, une agilité et un faible niveau sonore. L’arme est alimentée avec des informations sur la cible et l’environnement par la plate-forme de lancement. Une fois lancée, elle fonctionne de manière autonome, avec un logiciel tactique qui recherche la cible à l’aide d’un sonar actif, puis se dirige vers elle sans autre assistance. Le logiciel est conçu pour gérer l’emploi de contre-mesures par la cible. L’arme est conçue pour être lancée à partir d’aéronefs (à voilure fixe ou à voilure tournante) et de navires de surface contre des cibles sous-marines.
Le développement de la torpille a coûté 920 millions de livres sterling. La torpille Mark 24 Tigerfish, lancée par un sous-marin, avait également dépassé son budget initial.

## Opérateurs

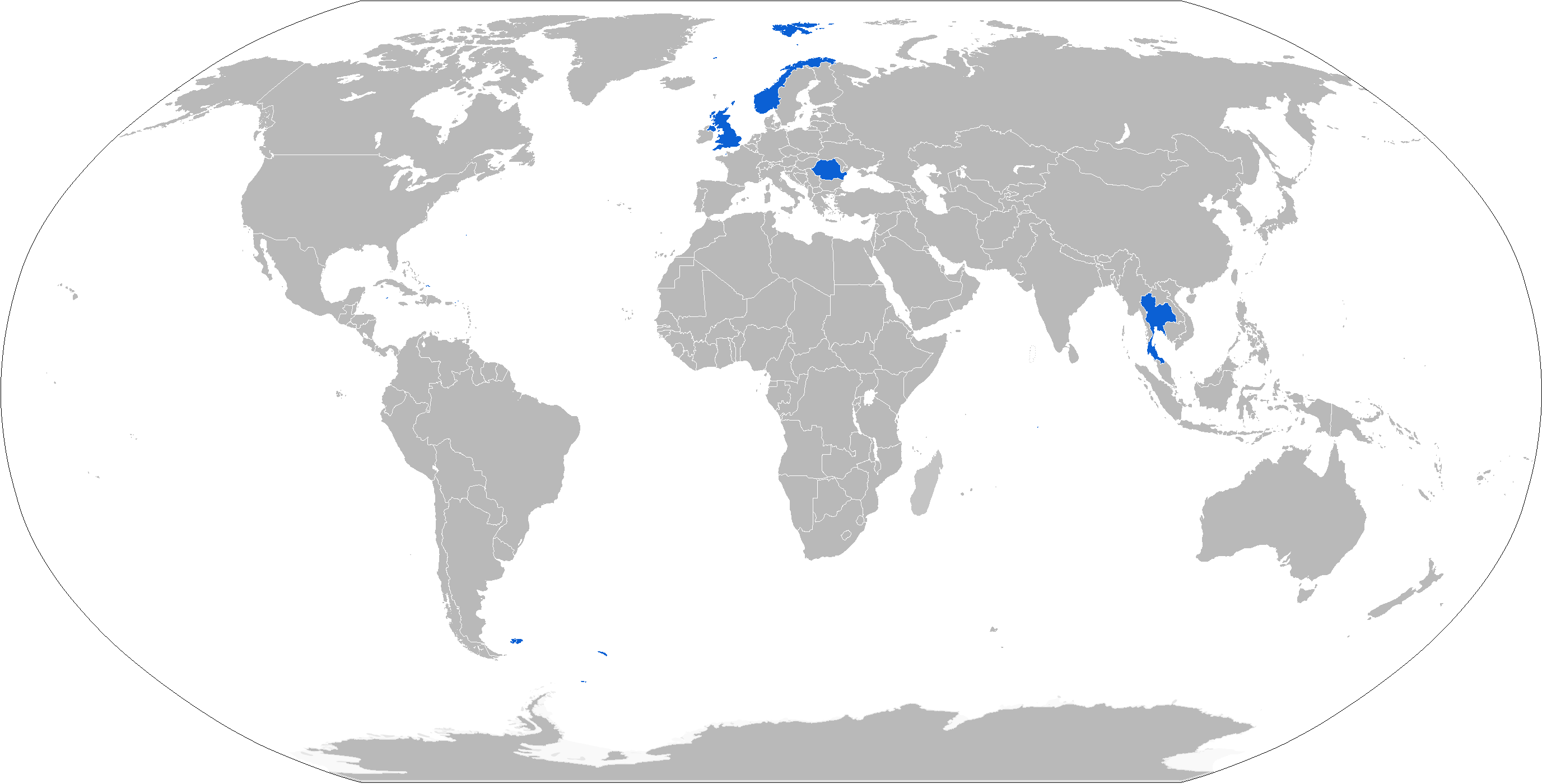
Les pays opérateurs de la Sting Ray sont en bleu sur la carte

Royaume-Uni
- Royal Navy

 Norvège
- Marine royale norvégienne

 Thaïlande
- Marine royale thaïlandaise

 Roumanie
- Marine roumaine

 Maroc
- Marine royale marocaine

## Dimensions
La Sting Ray a un diamètre de 330 mm (13 pouces) et une longueur d’environ 2,6 mètres (8,5 pieds). Elle a une masse au lancement de 267 kg (589 livres) et transporte une ogive de 45 kg de Torpex (99 livres). Elle a une vitesse de 45 nœuds (83 km/h) et une portée de 8000 m (4,3 milles marns). L’augmentation du diamètre par rapport à la norme américaine et OTAN de 324 mm signifiait que les navires de la Royal Navy équipés de tubes lance-torpilles STWS-1 conçus pour la torpille Mark 46 ne pouvaient pas tirer de Sting Ray. Seuls les navires équipés ou rééquipés du plus grand système d’armes lance-torpilles STWS-2 ou Magazine peuvent l’utiliser.
La Sting Ray Mod 1 est destiné à être utilisé contre les mêmes cibles que la Sting Ray Mod 0, mais avec une capacité améliorée contre les sous-marins conventionnels de petite taille grâce à une ogive explosive insensible à la charge en forme de TDW, et des performances améliorées en eaux peu profondes. Elle partage de nombreux composants avec l’arme d’origine.